# Anaximandros
Anaximandros (tiếng Hy Lạp: Ἀναξίμανδρος, Anaximandros; 610 – khoảng 546 TCN) là một nhà triết học thời kỳ tiền Socrates người Hy Lạp. Ông sống ở Miletus, một thành phố ở Ionia; Milet thuộc Thổ Nhĩ Kỳ ngày nay. Ông là nhà triết học thuộc trường phái Milesia và là học trò của Thales. Ông đã kế tục Thales và trở thành người thầy thứ hai của trường phái này, với nhiều học trò như Anaximenes và Pythagoras.
Các tác phẩm của ông tồn tại cho đến ngày nay còn rất ít, ông được xem là triết gia đầu tiên đã ghi chép lại những nghiên cứu của mình. Anaximander là một trong những nhà tư tưởng sớm nhất của Hy Lạp trong thời kỳ Axiel, thời kỳ kéo dài từ khoảng năm 700 tới 200 TCN, đây cũng là giai đoạn những tư tưởng cách mạng hình thành ở Trung Quốc, Ấn Độ, Iran, Cận Đông và Hy Lạp cổ đại. Anaximander là nhà triết học lỗi lạc về khoa học, ông cố gắng quan sát và giải thích những khía cạnh khác nhau của vũ trụ, đặc biệt là về nguồn gốc của vũ trụ. Ông cho rằng tự nhiên được điều hành bởi các quy luật, và bất cứ cái gì gây cản trở sự cân bằng của tự nhiên đều không thể tồn tại lâu dài. Giống nhiều nhà tư tưởng thời kỳ đó, đóng góp của Anaximander cho triết học có gắn với nhiều môn học khác. Về thiên văn học, ông mô tả cơ chế của bầu trời trong mối quan hệ với Trái Đất. Về vật lý, ông cho rằng sự bất định là nguồn gốc của mọi thứ, nhận định này đã đưa triết học Hy Lạp lên một tầm cao mới về khái niệm trừu tượng. Kiến thức về hình học giúp ông giới thiệu đồng hồ mặt trời ở Hy Lạp. Ông sáng tạo ra một chiếc bản đồ thế giới, một thành tựu đã có đóng góp to lớn cho sự phát triển của lĩnh vực địa lý. Ông cũng có tham gia vào chính trị của Miletus và được cử làm lãnh đạo tới một trong những thuộc địa của Miletus.

## Liên kết
- Philoctete - Anaximandre: Fragments (tiếng Pháp) (tiếng Anh)
- The Internet Encyclopedia of Philosophy - Anaximander Lưu trữ ngày 15 tháng 10 năm 2009 tại Wayback Machine
- Extensive bibliography by Dirk Couprie
- Bản mẫu:ScienceWorldBiography